# Saint-Sauveur-Villages
Saint-Sauveur-Villages est une commune française, située dans le département de la Manche en région Normandie, peuplée de 3 250 habitants.
Elle est créée le 1er janvier 2019 sous le statut de commune nouvelle après la fusion de Ancteville, Le Mesnilbus, La Ronde-Haye, Saint-Aubin-du-Perron, Saint-Michel-de-la-Pierre, Saint-Sauveur-Lendelin et Vaudrimesnil.

## Géographie

### Hydrographie
La commune est située dans le bassin Seine-Normandie. Elle est drainée par l'Ay, la Taute, la Sèves, l'Holerotte, le cours d'eau 01 de la commune de Feugères, la Meule, l'Ay, un bras du Champeau, le cours d'eau 01 de la Barberies, le cours d'eau 01 de la commune de Monthuchon, le cours d'eau 01 de la commune du Mesnilbus, le cours d'eau 01 de la Croix Vaultier, le cours d'eau 01 de la Gluaiserie, le cours d'eau 01 de la Petite Halle, le cours d'eau 01 de la Verneuillerie, le cours d'eau 01 de l'Isle, le cours d'eau 03 du Perron, le fossé 01 de la commune de Servigny, le fossé 01 de la Dauvinière, le fossé 01 de la Grande Colerie, le fossé 01 de l'Hôtel Piquet, le fossé 01 du Ponchais, le Rosty, le ruisseau de la Liotterie et divers autres petits cours d'eau,.
L'Ay, d'une longueur de 33 km, prend sa source dans la commune de La Vendelée et se jette  dans la havre de Saint-Germain-sur-Ay en limite de Saint-Germain-sur-Ay et de Créances, après avoir traversé neuf communes. Les caractéristiques hydrologiques de l'Ay sont données par la station hydrologique située sur la commune. Le débit moyen mensuel est de 0,158 m3/s. Le débit moyen journalier maximum est de 1,78 m3/s, atteint lors de la crue du 7 décembre 1992. Le débit instantané maximal est quant à lui de 2,87 m3/s, atteint le 26 janvier 1995.
La Taute, d'une longueur de 40 km, prend sa source dans la commune de Cambernon et se jette  dans la Douve à Carentan-les-Marais, après avoir traversé 13 communes. Les caractéristiques hydrologiques de la Taute sont données par la station hydrologique située sur la commune. Le débit moyen mensuel est de 0,3 m3/s. Le débit moyen journalier maximum est de 3,32 m3/s, atteint lors de la crue du 26 janvier 1995. Le débit instantané maximal est quant à lui de 6 m3/s, atteint le 26 décembre 1999.
La Sèves, d'une longueur de 33 km, prend sa source dans la commune de Muneville-le-Bingard et se jette  dans la Douve en limite de Auvers et de Carentan-les-Marais, après avoir traversé 15 communes. 
L'Holerotte, d'une longueur de 12 km, prend sa source dans la commune  et se jette  dans la Sèves en limite de Saint-Germain-sur-Sèves et de Terre-et-Marais, après avoir traversé sept communes. 

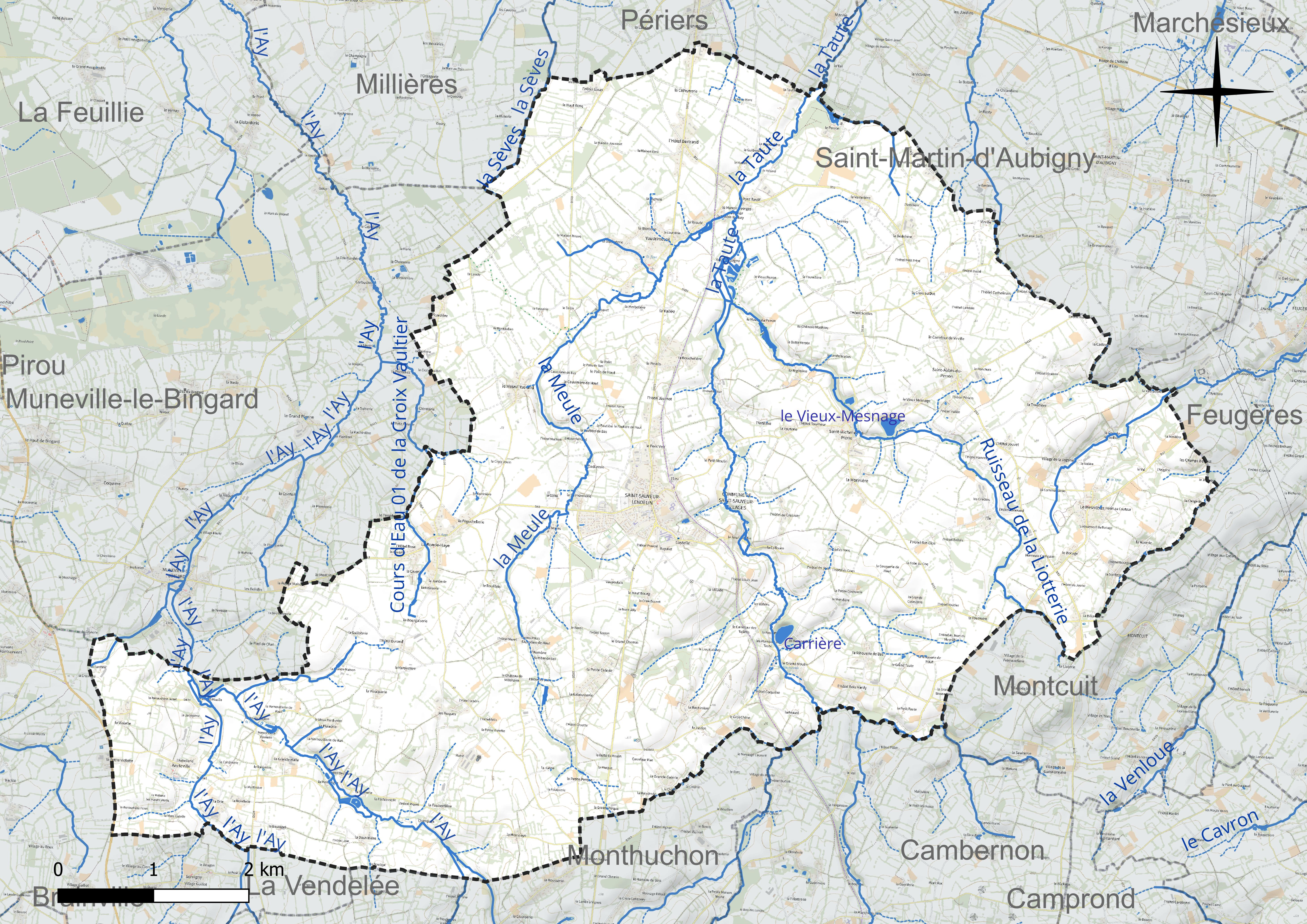
Réseau hydrographique de Saint-Sauveur-Villages.

Trois plans d'eau complètent le réseau hydrographique : Carrière (2,3 ha), le plan d'eau de la commune d'Ancteville (1,1 ha) et le Vieux-Mesnage (2,4 ha),.

### Climat
Pour des articles plus généraux, voir Climat de la Normandie et Climat de la Manche.
En 2010, le climat de la commune est de type climat océanique franc, selon une étude du CNRS s'appuyant sur une série de données couvrant la période 1971-2000. En 2020, Météo-France publie une typologie des climats de la France métropolitaine dans laquelle la commune est exposée à un climat océanique et est dans la région climatique Normandie (Cotentin, Orne), caractérisée par une pluviométrie relativement élevée (850 mm/a) et un été frais (15,5 °C) et venté. Parallèlement le GIEC normand, un groupe régional d’experts sur le climat, différencie quant à lui, dans une étude de 2020, trois grands types de climats pour la région Normandie, nuancés à une échelle plus fine par les facteurs géographiques locaux. La commune est, selon ce zonage, exposée à un « climat maritime », correspondant au Cotentin et à l'ouest du département de la Manche, frais, humide et pluvieux, où les contrastes pluviométrique et thermique sont parfois très prononcés en quelques kilomètres quand le relief est marqué.
Pour la période 1971-2000, la température annuelle moyenne est de 11,1 °C, avec une amplitude thermique annuelle de 11,4 °C. Le cumul annuel moyen de précipitations est de 956 mm, avec 14,5 jours de précipitations en janvier et 8 jours en juillet. Pour la période 1991-2020, la température moyenne annuelle observée sur la station météorologique la plus proche, située sur la commune de Coutances à 10 km à vol d'oiseau, est de 11,7 °C et le cumul annuel moyen de précipitations est de 1 092,8 mm,. Pour l'avenir, les paramètres climatiques de la commune estimés pour 2050 selon différents scénarios d’émission de gaz à effet de serre sont consultables sur un site dédié publié par Météo-France en novembre 2022.

## Urbanisme

### Typologie
Au 1er janvier 2024, Saint-Sauveur-Villages est catégorisée commune rurale à habitat dispersé, selon la nouvelle grille communale de densité à sept niveaux définie par l'Insee en 2022.
Elle est située hors unité urbaine. Par ailleurs la commune fait partie de l'aire d'attraction de Coutances, dont elle est une commune de la couronne,. Cette aire, qui regroupe 37 communes, est catégorisée dans les aires de moins de 50 000 habitants,.

## Toponymie
L'hagiotoponyme Saint-Sauveur désigne le Christ.
Les villages sont Ancteville, Le Mesnilbus, La Ronde-Haye, Saint-Aubin-du-Perron, Saint-Michel-de-la-Pierre, Saint-Sauveur-Lendelin et Vaudrimesnil.

## Histoire
En juin 2015, les élus engagent une discussion pour imaginer une commune nouvelle rassemblant l’ancienne communauté de communes du canton de Saint-Sauveur-Lendelin. Le projet ne trouve pas beaucoup d'écho mais il est relancé en janvier 2016 par le maire de Périers dans le contexte de la fusion des intercommunalités en particulier de communauté de communes de Sèves et Taute ; le projet est mal perçu par les communes du canton de Périers et n'ira pas plus loin.
En avril 2016, le périmètre est réduit à sept communes(Le Mesnilbus, Saint-Aubin-du-Perron, Saint-Michel-de-la-Pierre, Hauteville-la-Guichard, Montcuit, Vaudrimesnil et Saint-Sauveur-Lendelin).
En juin 2018, quatre communes affichent la volonté d'élaborer la charte de fonctionnement de la commune nouvelle rassemblant Saint-Aubin-du-Perron, Le Mesnilbus, Saint-Michel-de-la-Pierre et Saint-Sauveur-Lendelin. Le nom sera « Saint-Sauveur-Villages, pour garder le nom de Saint-Sauveur, et permettre à d’autres communes de se raccrocher ». Par une délibération prise par le conseil municipal de Vaudrimesnil, la commune demande à reprendre les échanges qu’elle avait interrompus fin 2017.
En novembre 2018, c'est finalement une commune nouvelle avec sept communes, le projet ayant été rejoint par Ancteville et La Rondehaye.
La commune est finalement créée au 1er janvier 2019 par un arrêté préfectoral du 20 décembre 2018.
En décembre 2022, plusieurs élus du Mesnilbus et d’Ancteville demandent au préfet de la Manche le retrait des communes de la commune nouvelle.

## Politique et administration

### Liste des maires successifs
À l'issue des élections municipales de 2020, le conseil municipal sera composé de 29 conseillers municipaux, répartis au prorata du nombre d’habitants, soit : douze pour Saint-Sauveur-Lendelin, quatre pour Vaudrimesnil, trois pour Le Mesnilbus, La Rondehaye et Ancteville, et deux pour Saint-Michel-de-la-Pierre et Saint-Aubin-du-Perron.
| Période      | Période      | Identité        | Étiquette | Qualité                                       |
| ------------ | ------------ | --------------- | --------- | --------------------------------------------- |
| janvier 2019 | juillet 2020 | Patrick Leclerc |           | Relaxologue                                   |
| juillet 2020 | En cours     | Aurélie Gigan   |           | Écrivaine biographe, chargée de communication |

### Communes déléguées
| Nom                            | Code Insee | Intercommunalité           | Superficie (km2) | Population (dernière pop. légale) | Densité (hab./km2) |
| ------------------------------ | ---------- | -------------------------- | ---------------- | --------------------------------- | ------------------ |
| Saint-Sauveur-Lendelin (siège) | 50550      | CC Coutances Mer et Bocage | 16,39            | 1 712 (2016)                      | 104                |
| Ancteville                     | 50007      | CC Coutances Mer et Bocage | 7,74             | 250 (2016)                        | 32                 |
| Le Mesnilbus                   | 50308      | CC Coutances Mer et Bocage | 4,98             | 334 (2016)                        | 67                 |
| La Ronde-Haye                  | 50438      | CC Coutances Mer et Bocage | 6,67             | 355 (2016)                        | 53                 |
| Saint-Aubin-du-Perron          | 50449      | CC Coutances Mer et Bocage | 7,62             | 244 (2016)                        | 32                 |

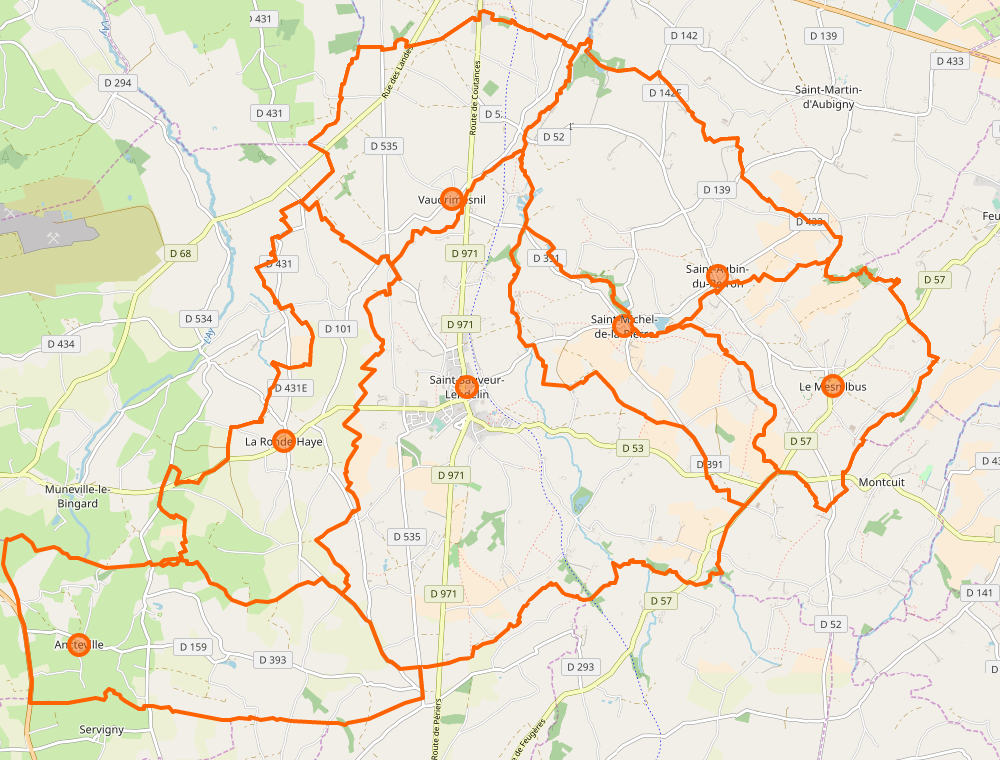
Carte de la commune nouvelle.

| Saint-Michel-de-la-Pierre      | 50524      | CC Coutances Mer et Bocage | 4,25             | 215 (2016)                        | 51                 |
| Vaudrimesnil                   | 50622      | CC Coutances Mer et Bocage | 6,05             | 458 (2016)                        | 76                 |

### Circonscriptions électorales
À la suite du décret du 5 mars 2020, la commune est entièrement rattachée au canton d'Agon-Coutainville.

## Population et société

### Démographie
L'évolution du nombre d'habitants est connue à travers les recensements de la population effectués dans la commune depuis sa création.

En 2022, la commune comptait 3 250 habitants, en évolution de −8,91 % par rapport à 2016 (France hors Mayotte : +2,11 %).
| 2016  | 2021  | 2022  |
| ----- | ----- | ----- |
| 3 568 | 3 362 | 3 250 |

## Culture locale et patrimoine

### Lieux et monuments
Les lieux et monuments de la commune sont ceux des anciennes communes fusionnées.

#### Patrimoine civil

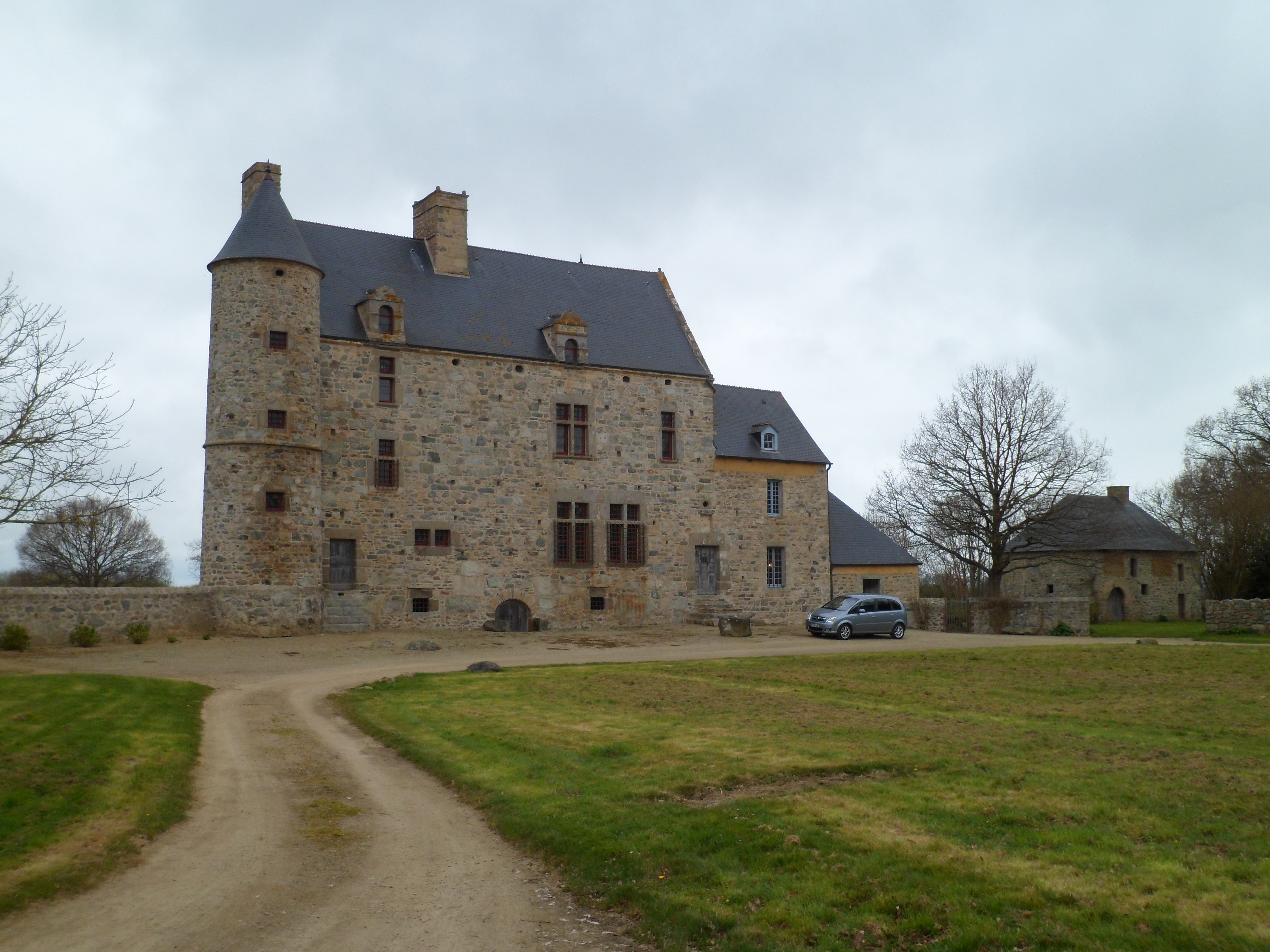
Le manoir du Grand Taute.

- Manoir du Grand Taute (XVIe siècle), inscrit aux Monuments historiques[54].
- Château des Mares (XVIIIe siècle).
- La Chaire du Diable : pierre à légendes.
- Presbytère du Mesnilbus (XVIIIe).
- Château du Perron (ancien manoir de la Hézardière) et sa chapelle dédiée à saint Jean.
- Château de Virville et sa chapelle dédiée à Sainte Avoie.
- Manoir de la Foulerie (XVIe siècle).
- Château de la Rivière-Barbey (XVIIe-XIXe siècle), résidence de la famille Gosset du début du XVIIIe siècle jusqu'en 1960 ; devenu manoir Georges-Guénier en 1983 et transformé en foyer d'hébergement pour aveugles.
- Ancien orphelinat de Vaudrimesnil[55] créé en 1912, puis transformé en maison de retraite en 1990 puis en complexe de loisirs en 2018.

#### Patrimoine religieux
- Église Saint-Laurent du XIVe siècle dont le clocher est inscrit aux Monuments historiques[56].
- Croix de l'ancien cimetière, de 1571, devant l'église et la mairie.
- Église Notre-Dame-de-l'Assomption du Mesnilbus (XIIe / XVIIe).
- Église Saint-Aubin, des XIIe et XVIe siècles. Elle abrite un ensemble maître-autel-retable et quatre statues classées à titre d'objets aux Monuments historiques[57]. La restauration  du mur sud de la nef, le remplacement de la voûte en plâtre qui menaçait ruine, la toiture, le dallage et les bancs de la nef furent refaits en 1957.
- La chapelle de l'ancien fief de Launey, dédiée à Notre-Dame et saint Edmond, a été restaurée à la suite du rachat de la propriété en 1655 par la congrégation des Eudistes qui ont implanté en ces lieux un noviciat jusqu'à son transfert à Caen en 1732. La chapelle et les autres bâtiments sont retournés à un usage profane.
- Église Saint-Michel du XVIIIe siècle.
- Un puits Saint-Marcouf dont l'eau guérit de la furonculose (clou Saint-Marcouf).
- Église Saint-Pierre du XVIe siècle d'origine romane. Les fonts baptismaux du XIIIe siècle et une statue de saint Pierre assis en pape du XVIe sont classés à titre d'objets aux Monuments historiques[58],[59].
- Fontaine Saint-Méen. Saint Méen est invoqué pour vaincre les maladies de peau.
- Église Notre-Dame (en partie du XIIe siècle), abritant une Vierge à l'Enfant du XVe et un tableau du XVIIe (La Toussaint) inspiré de Rubens, classés à titre d'objets aux Monuments historiques[60].
- Église Saint-Manvieu (XVIIIe), mur absidial droit, autel à quatre colonnes géminées, tour-clocher carrée.